# پرواز ۷۰۶ هیوز ایروست
پرواز ۷۰۶ هیوز ایروست (انگلیسی: Hughes Airwest Flight 706) یک پرواز روتین بین دو شهر لس آنجلس و سیاتل آمریکا بود که توسط شرکت هیوز ایروست انجام می‌گرفت. در ۶ ژوئن ۱۹۷۱ یک فروند هواپیمای مسافری مک‌دانل داگلاس دی‌سی-۹ و یک فروند هواپیمای شکاری بمب افکن مک‌دانل داگلاس اف-۴ فانتوم ۲ در آسمان و در قسمت جنوبی شهر کالیفرنیا با هم برخورد می‌کنند. در این حادثه کلیه مسافران هواپیمای مسافربری به علاوه یکی از خلبانان هواپیمای جت کشته شدند.